# D. W. Moffett
Donald Warren "D. W." Moffett (26 de octubre de 1954) es un actor estadounidense conocido por el papel recurrente de Joe McCoy en la serie de NBC, Friday Night Lights desde 2008, y como Dean Winston en la serie de The WB, For Your Love.

## Primeros años
Moffett nació en Highland Park (Illinois) y creció en las cercanías de Wilmette. Tomó el nombre artístico de "D.W." para evitar confusiones con el actor británico Donald Moffat. Los Moffett son capaces de rastrear su ascendencia hasta Jean de Mophet, uno de los caballeros normandos que acompañaron a Guillermo el Conquistador en la conquista de Inglaterra, en el año 1066. El apellido Mophet fue adaptado a la fonética inglesa, primero como Moffat y más tarde como Moffett. La ciudad de Moffat, en Escocia, en la frontera entre Escocia e Inglaterra es la cuna ancestral de los Moffett.[cita requerida]
En los años 1969-1974, Moffett asistió a la Schule Schloss Neubeuern, una escuela secundaria privada en Alemania. Después de asistir a la Universidad de Stanford, donde se especializó en ciencias políticas, se encontró de vuelta en Chicago trabajando como banquero de inversión. Por sugerencia de un amigo, Moffett se inscribió en una clase de actuación en la St. Nicholas Theatre Company, donde comenzó a estudiar con William H. Macy. Poco después, fundó su propia compañía de teatro, llamada Remains Theatre.

## Carrera
Después de una larga y exitosa carrera en el escenario en Chicago, actuó junto con John Malkovich en Balm in Gilead, en Nueva York. Luego protagonizó junto a Brad Davis The Normal Heart, de Larry Kramer, por la que ganó elogios de la crítica. Actuó junto a Matt Dillon en Boys of Winter, y fue visto más recientemente en el escenario del teatro Old Vic de Londres, junto a Kevin Spacey, en The Philadelphia Story.
Moffett ha tenido una larga y exitosa carrera también en el cine. Fue memorable su interpretación en la película Stealing Beauty de Bernardo Bertolucci, y ganó un Screen Actors Guild Award por Traffic, de Steven Soderbergh. Interpretó a Bob Hardy en la serie Hidden Palms, de CW Network, y protagonizó la serie de CW en 2007 Life Is Wild, dando vida al Dr. Danny Clarke. Es coprotagonista del drama Friday Night Lights, de la NBC.
En 1990, actuó junto a Tracy Pollan en la adaptación para televisión que hizo la NBC de la novela Fine Things, de Danielle Steel.
Desde 2011, Moffett trabaja en la serie Happily Divorced, interpretando a Elliot. También ha interpretado a John Kennish, el padre de Bay y el padre biológico de Daphne y Toby, en la serie de Switched at Birth, de ABC Family.